# Brocken-Challenge

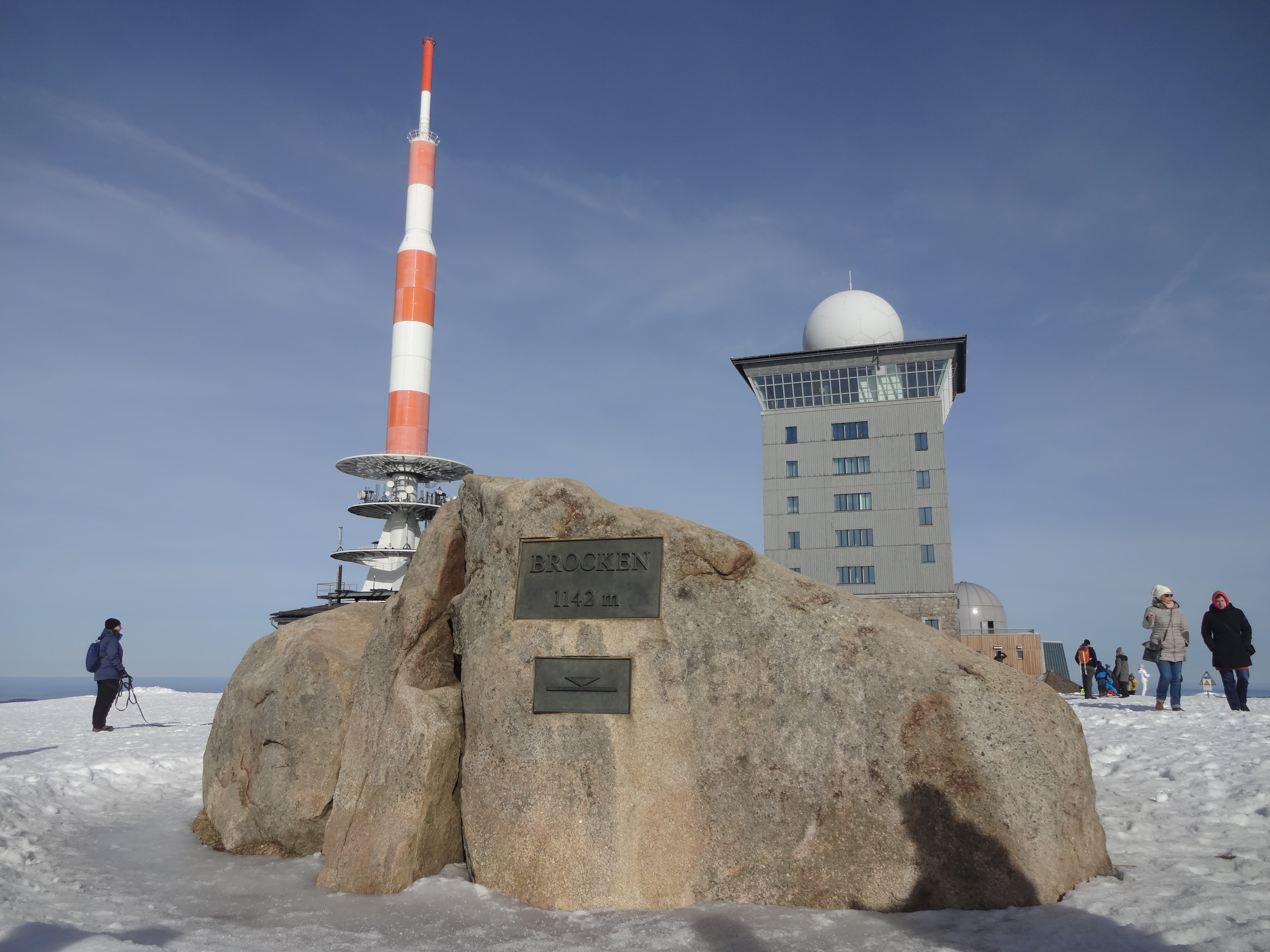
Brocken Gipfelstein im Winter

Die Brocken-Challenge ist ein Ultramarathon von Göttingen auf den Brocken, ausgetragen jährlich am zweiten oder dritten Samstag im Februar. Die Distanz kann abhängig von den Witterungsbedingungen (Schnee und Eis) variieren. Die reguläre Strecke ist 80 km lang, bei 1900 Höhenmetern. Im Jahr 2010 musste wegen erheblicher Schneemengen eine Strecke von 86 km bewältigt werden, 2019 waren es wegen einer Umleitung aufgrund Forstarbeiten 81 km.
Aufgrund seiner äußeren Gegebenheiten (Länge, zu bewältigende Höhenmeter und Witterung im Februar) zählt er zu den anspruchsvollsten Langdistanzläufen Deutschlands. Die Brocken-Challenge ist ein Wohltätigkeitslauf und wird von dem gemeinnützigen Verein ASFM (Ausdauersport für Menschlichkeit) e.V. Göttingen ausgerichtet. Sämtliche Einnahmen werden als Spenden weitergereicht, nach 20 Austragungen waren dies insgesamt 411.500 Euro.

## Geschichte
Der Langstreckenlauf hatte seinen Ursprung darin, dass die beiden Göttinger Physiotherapeuten Nicolai Fleischer und Jörg Hammer am 4./5. Januar 2001 die Strecke vom Göttinger Kehr bis zum Brockengipfel wandernd in 34 Stunden bewältigten. Davon erfuhren die Göttinger Markus Ohlef und Thomas Sivander. Ohlef und Sivander (als Fahrradbegleiter) setzten sich zum Ziel, die Strecke in der Hälfte der Zeit zu bewältigen. Schließlich legte Ohlef die Strecke am 17. Februar 2001 als erster Läufer in 10:31 Stunden zurück.
Seit dem Jahr 2004 findet der Lauf jährlich im Februar statt. Bei der ersten Austragung erreichte von vier Teilnehmern mit Markus Ohlef nur ein Läufer das Ziel.
2005 wurde die Brocken-Challenge wegen Orkans bei km 72 abgebrochen.
2007 wurde auf der 81,5-km-Strecke bei frühlingshaften Temperaturen ein erster Streckenrekord durch Andreas Schneidewind und Frank Kleinsorg in 07:30 h aufgestellt.
2009 wurde aufgrund der Schneeverhältnisse im Hochharz ein Umweg von 1,5 km erforderlich. Im Jahr 2010 war wegen erheblicher Schneemengen ein Umweg von 6 km notwendig, der auch 300 zusätzliche Höhenmeter bedeutete.
2011 wurde sowohl bei den Frauen (Antje Müller in 08:45 Stunden) als auch bei den Männern (Lars Donath in 07:25 Stunden) ein neuer Streckenrekord aufgestellt.
2012 lagen die Temperaturen durchgängig im zweistelligen Minusbereich.
Nachdem im Jahr 2021 die Challenge wegen der Corona-Pandemie nur virtuell stattfand, wurde sie im Jahr 2022 auf der Strecke Schierke–Brocken–Göttingen mit 92 km Länge ausgetragen.
Im Februar 2024 fand die 20. Brocken-Challenge statt, diesmal ohne Schnee. Dabei wurden bei den Männern und den Frauen neue Rekordzeiten aufgestellt.
Die Teilnehmerzahlen entwickeln sich positiv. Während im Jahr 2005 elf „Teams“ (bestehend aus Läufer und Radbegleiter) starteten, gab es 2006 schon 27, 2007 bereits 60 und 2008 80 Teilnehmer. 2009 nahmen erstmals über 100 Teilnehmer teil (103). 2010 gab es bei 145 Meldungen bereits 135 Starter. 2011 führten über 150 Anmeldungen zu einem Starterfeld von 133 Teilnehmern und 120 Finishern. 2012 meldeten sich 161 Teilnehmer an, von denen 140 an den Start gingen und 131 das Ziel auf dem Brocken erreichten. Im Jahr 2024 waren 169 Läufer angetreten.
Der Leitspruch der Brocken-Challenge lautet:

„Von der Gewalt, die alle Wesen bindet, befreit der Mensch sich, der sich überwindet.“

## Strecke
Der Start der Brocken-Challenge befindet sich am Göttinger Kehr. Zunächst geht es durch den Göttinger Wald einige Höhenmeter hinab durch Mackenrode, bis nach Landolfshausen. Weiter geht es am Seeburger See vorbei Richtung Rollshausen. Der nächste Abschnitt ist gekennzeichnet durch einen kurzen Anstieg zur Tilly-Eiche. Es geht nun wellig durch Rüdershausen bis Rhumspringe, dem niedrigsten Punkt des Laufs. Weiter nur mit leichter Höhendifferenz geht es schließlich nach Barbis, bei Kilometer 42,5. Sodann geht es direkt einen steilen Anstieg hinauf, womit man sich endgültig im Harz befindet. Nun geht es durch das Steinaer Tal beständig bergauf bis zum Jagdkopf. Die nächsten Kilometer führen recht flach auf der Südharzloipe über den Pastorenweg und Kaiserweg zur Lausebuche. Nahezu stetig ansteigend führt die Strecke nach Königskrug und weiter nach Oderbrück. Die Passage bietet die letzte nennenswerte Bergabpassage. Schließlich geht es an der ehemaligen innerdeutschen Grenze vorbei über den Goetheweg bis zur Brockenstraße. Hier gilt es noch einen letzten Kilometer bis zum Brockengipfel zu laufen.

## Streckenrekord
- Männer: Sebastian Jägerfeld, 6:18 h, 2024
- Frauen: Pia von Keutz, 7:59 h, 2024

## Siegerliste

### Männer
| Datum         | Länge   | 1. Platz                                   | Zeit   | 2. Platz                                            | Zeit   | 3. Platz                           | Zeit   |
| ------------- | ------- | ------------------------------------------ | ------ | --------------------------------------------------- | ------ | ---------------------------------- | ------ |
| 15. Feb. 2025 | 80 km   | Thomas Röhricht (DEU)                      | 7:41 h | Thomas Stelkens (DEU)                               | 8:19 h | Thorsten Glatthor (DEU)            | 8:41 h |
| 17. Feb. 2024 | 80 km   | Sebastian Jägerfeld (DEU)                  | 6:18 h | Christoph Kroll (DEU)                               | 6:54 h | Daniel Greiner (DEU)               | 7:02 h |
| 18. Feb. 2023 | 80 km   | Oliver Helmboldt (DEU) -2-                 | 7:35 h | Rene Feder (DEU)                                    | 7:43 h | Marcel Leuze (DEU)                 | 7:54 h |
| 12. Feb. 2022 | 92 km   | Oliver Helmboldt (DEU)                     | 8:12 h | Marcel Leuze (DEU)                                  | 8:13 h | Marcel Neumann (DEU)               | 8:42 h |
| 8. Feb. 2020  | 80 km   | Florian Reichert (DEU) -7-                 | 6:41 h | Ole Evers (DEU)                                     | 7:35 h | Frank Wiegand/Michael Wagner (DEU) | 7:46 h |
| 9. Feb. 2019  | 81 km   | Florian Reichert (DEU) -6-                 | 7:01 h | Christian Schindler (DEU)                           | 7:52 h | Oliver Helmboldt (DEU)             | 8:05 h |
| 10. Feb. 2018 | 80 km   | Florian Reichert (DEU) -5-                 | 6:48 h | Philipp Matzke/Falk Hübner/ Henning Kuczewski (DEU) | 7:31 h | – 1                                | –      |
| 11. Feb. 2017 | 80 km   | Florian Reichert (DEU) -4-                 | 6:52 h | Moritz auf der Heide (DEU)                          | 7:19 h | Florian Felch (DEU)                | 7:30 h |
| 13. Feb. 2016 | 80 km   | Florian Reichert (DEU) -3-                 | 6:52 h | Falk Hübner (DEU)                                   | 7:27 h | Marcel Höche (DEU)                 | 7:37 h |
| 14. Feb. 2015 | 80 km   | Florian Reichert (DEU) -2-                 | 6:33 h | Ronnie Duinkerken (NLD)                             | 7:37 h | Falk Hübner (DEU)                  | 7:41 h |
| 8. Feb. 2014  | 80 km   | Florian Reichert (DEU)                     | 6:44 h | Lars Donath/Falk Hübner (DEU)                       | 7:21 h | – 2                                | –      |
| 9. Feb. 2013  | 80 km   | Frank Kleinsorg (DEU) -3-                  | 7:40 h | Thomas Tribius (DEU)                                | 7:47 h | Lars Donath (DEU)                  | 7:51 h |
| 11. Feb. 2012 | 80 km   | Lars Donath (DEU) -2-                      | 7:47 h | Frank Buka (DEU)                                    | 7:50 h | Matthias Dippacher (DEU)           | 7:59 h |
| 12. Feb. 2011 | 80 km   | Lars Donath (DEU)                          | 7:25 h | Frank Buka (DEU)                                    | 7:31 h | Ireneusz Waluga (POL)              | 7:34 h |
| 6. Feb. 2010  | 86 km   | Andreas Schneidewind (DEU) -3-             | 8:56 h | Hans-Jürgen Köhler (DEU)                            | 9:40 h | Peter Haarmann (DEU)               | 9:47 h |
| 7. Feb. 2009  | 81,5 km | Frank Kleinsorg (DEU) -2-                  | 7:55 h | Hans-Jürgen Köhler (DEU)                            | 8:43 h | Heiko Kollas (DEU)                 | 9:11 h |
| 9. Feb. 2008  | 80 km   | Andreas Schneidewind (DEU) -2-             | 7:41 h | Clemens Wenig (DEU)                                 | 8:15 h | Stefan Ungermann (DEU)             | 8:18 h |
| 2007          | 81,5 km | Frank Kleinsorg/Andreas Schneidewind (DEU) | 7:30 h | noch ohne Ergebnisliste                             |        |                                    |        |
| 2006          | 80 km   | Hansi Köhler (DEU)                         | 9:30 h | noch ohne Ergebnisliste                             |        |                                    |        |
| 2005          | 72 km   | Abbruch bei Oderbrück                      |        |                                                     |        |                                    |        |
| 2004          | 80 km   | Markus Ohlef (DEU)                         |        | noch ohne Ergebnisliste                             |        |                                    |        |

### Frauen
| Datum         | Länge   | 1. Platz                                  | Zeit    | 2. Platz                   | Zeit    | 3. Platz               | Zeit    |
| ------------- | ------- | ----------------------------------------- | ------- | -------------------------- | ------- | ---------------------- | ------- |
| 15. Feb. 2025 | 80 km   | Stephanie Schöffzeck (DEU) -2-            | 8:33 h  | Lea Doppelbauer (DEU)      | 9:03 h  | Kira Kuschnerus (DEU)  | 9:35 h  |
| 17. Feb. 2024 | 80 km   | Pia von Keutz (DEU)                       | 7:59 h  | Stephanie Schöffzeck (DEU) | 8:17 h  | Lena Petermann (DEU)   | 8:43 h  |
| 18. Feb. 2023 | 80 km   | Stephanie Schöffzeck (DEU)                | 9:05 h  | Johanna Vahlhaus (DEU)     | 9:11 h  | Joëlle Krahlisch (DEU) | 9:49 h  |
| 12. Feb. 2022 | 92 km   | Sarah Mangler (DEU)                       | 10:01 h | Susann Lehmann (DEU)       | 10:25 h | Claudia Lederer (DEU)  | 10:37 h |
| 8. Feb. 2020  | 80 km   | Sybille Mai (DEU)                         | 8:14 h  | Katrin Grieger (DEU)       | 8:43 h  | Sanna Almstedt (DEU)   | 9:07 h  |
| 9. Feb. 2019  | 81 km   | Antje Müller (DEU) -3-                    | 9:48 h  | Antje Knobloch (DEU)       | 9:58 h  | Susanne Edelmann (DEU) | 10:28 h |
| 10. Feb. 2018 | 80 km   | Sonka Reimers (DEU)                       | 8:36 h  | Antje Müller (DEU)         | 9:34 h  | Martina Prüfer (DEU)   | 9:51 h  |
| 11. Feb. 2017 | 80 km   | Nicole Keßler (verh. Friedrich) (DEU) -2- | 9:02 h  | Antje Müller (DEU)         | 9:22 h  | Tanya Szech (DEU)      | 9:29 h  |
| 13. Feb. 2016 | 80 km   | Nicole Friedrich (DEU)                    | 8:38 h  | Antje Müller (DEU)         | 8:43 h  | Yvonne Lehnert (DEU)   | 9:15 h  |
| 14. Feb. 2015 | 80 km   | Antje Müller (DEU) -2-                    | 8:52 h  | Judith Scheifler (DEU)     | 9:19 h  | Sanna Almstedt (DEU)   | 9:30 h  |
| 8. Feb. 2014  | 80 km   | Gabriele Kenkenberg (DEU)                 | 8:35 h  | Dagmar Wucherpfennig (DEU) | 8:56 h  | Judith Scheifler (DEU) | 9:05 h  |
| 9. Feb. 2013  | 80 km   | Dagmar Wucherpfennig (DEU) -3-            | 9:53 h  | Judith Scheifler (DEU)     | 9:58 h  | Kristina Tille (DEU)   | 10:15 h |
| 11. Feb. 2012 | 80 km   | Denise Zimmermann (CHE)                   | 8:54 h  | Iris Leistner (DEU)        | 9:30 h  | Judith Scheifler (DEU) | 10:09 h |
| 12. Feb. 2011 | 80 km   | Antje Müller (DEU)                        | 8:45 h  | Ute Pape (DEU)             | 9:48 h  | Tanja Neumann (DEU)    | 10:37 h |
| 6. Feb. 2010  | 86 km   | Dagmar Wucherpfennig (DEU) -2-            | 10:51 h | Antje Müller (DEU)         | 11:09 h | Sanna Almstedt (DEU)   | 11:10 h |
| 7. Feb. 2009  | 81,5 km | Dagmar Wucherpfennig (DEU)                | 10:03 h | Sanna Almstedt (DEU)       | 10:24 h | Anke Drescher (DEU)    | 11:40 h |
| 9. Feb. 2008  | 80 km   | Claudia Brümmer (DEU)                     | 9:05 h  | Sylvia Rehn (DEU)          | 9:41 h  | Sanna Almstedt (DEU)   | 9:58 h  |